# 1994年リレハンメルオリンピックのカザフスタン選手団
1994年リレハンメルオリンピックのカザフスタン選手団（1994ねんリレハンメルオリンピックのカザフスタンせんしゅだん）は、1994年2月12日から2月27日まで、ノルウェーのオップラン県リレハンメルで開催された1994年リレハンメルオリンピックのカザフスタン選手団、およびその競技結果。

## 概要
カザフスタンは今大会が冬季オリンピック初参加であったが、金メダル1個と銀メダル2個、合計3個のメダルを獲得した。

## メダル
| メダル | 選手名                   | 競技                   | 種目               |
| ------ | ------------------------ | ---------------------- | ------------------ |
| 金     | ヴラジーミル・スミルノフ | クロスカントリースキー | 男子50kmクラシカル |
| 銀     | ヴラジーミル・スミルノフ | クロスカントリースキー | 男子10kmクラシカル |
| 銀     | ヴラジーミル・スミルノフ | クロスカントリースキー | 男子25km複合       |